# Общество палийских текстов
Общество палийских текстов, ОПТ (англ. Pali Text Society) — просветительская организация буддийской направленности, учреждённая в 1881 году в Великобритании служащим британской цейлонской гражданской службы Томасом Уильямом Рис-Дэвидсом для поддержки изучения текстов на языке пали.
Главным палийским сводом текстов, изучаемым Обществом, является Типитака. Общество занимается лексикографией, переводом и публикацией оригинальных текстов. Все тексты печатаются на латинской графической основе.
Предшественниками Рис-Дэвидса по изучению пали были его сослуживцы по цейлонской гражданской службе переводчик Махавамсы Джордж Тюрнер (1799—1843) и составитель первого опубликованного англо-палийского словаря Роберт Цезарь Чайлдерс (1838—1876).
Общество имеет представительства в Индии, Японии, Корее, Таиланде, Новой Зеландии и США.

## Список президентов общества
- 1881—1922: Томас Вильям Рис-Дэвидс (1843—1922) (основатель)
- 1922—1942: Каролин Августа Фоли Рис-Дэвидс (1857—1942)
- 1942—1950: Вильям Генри Дэнхам Роуз (1863—1950)
- 1950—1958: Вильям Стэд (1882—1958)
- 1959—1981: Изалин Блю Хорнер (1896—1981)
- 1981—1994: Кеннет Рой Норман (род. 1925)
- 1994—2002: Ричард Френсис Гомбрих (род. 1937)
- 2002—2003: Лэнс Сэлвин Казнс
- 2003- : Руперт Марк Лоуэл Гетин (род. 1957)